# Ломан, Николай Логинович
Николай Логинович Ломан (1830—1892) — русский писатель и педагог XIX века.

## Биография
Николай Логинович Ломан родился 4 февраля 1830 года.
Обучался в Санкт-Петербургском университете, окончив который, был преподавателем русской словесности в военно-учебных заведениях. Начиная с 1868 года Николай Логинович был директором Санкт-Петербургского тюремного комитета. Находясь на этой должности, он проявлял заботу о малолетних преступниках.
Литературная деятельность длилась недолго. Дебют Николая Логиновича состоялся в 1858 году, журнале «Весельчак» Ломан опубликовал несколько стихотворений под псевдонимом «Август Дик».
В феврале 1860 года в сатирическом журнале «Искра» был опубликован первый памфлет Ломана под псевдонимом Н. Гнут — «Литературные вариации». До декабря 1861 года в свет вышло ещё пять памфлетов, содержавших ряд пародий и явившихся ярким проявлений борьбы, которую «Искра» и «Свисток» вели против поэтов «чистого искусства» — К. Случевского, А.Фета, Ф.Тютчева, К. Павловой, П. Кускова, Л. Мея, В. Крестовского и многих других.
Скончался Николай Логинович Ломан 5 декабря 1892 года.

## Публикации
К пародиям Николая Логиновича Ломана относятся:
- «Коварство и любовь»[2]
- «Ручьи, соловьи перекатные, Пеночки, просеки, гроты, поля ароматные»[3]